# What We Do in the Shadows (série télévisée)
What We Do in the Shadows est une série télévisée américaine en 61 épisodes d'environ 25 minutes, adaptée du film Vampires en toute intimité de Jemaine Clement et Taika Waititi, diffusée entre le 27 mars 2019 et le 16 décembre 2024 sur FX et FX (Canada).
En France, la série est diffusée depuis le 28 mars 2019 en version originale sous-titrée français et depuis le 27 mai 2019 en version française sur Canal+ Séries. En Belgique, la série est disponible depuis le 27 octobre 2021 sur Disney+.

## Synopsis
En 2019, une équipe de tournage filme un documentaire sur une colocation de vampires inconséquents, décadents et surannés installée depuis plusieurs siècles à Staten Island. Peu adaptés à notre époque, ils paniquent lors de la venue de leur ancien Maître, arrivant d'Europe avec l'ambition de conquérir le Nouveau Monde.

## Distribution

### Acteurs principaux
- Kayvan Novak (VF : Nessym Guetat) : Nandor l'Inflexible
- Matt Berry (VF : Bruno Magne) : Laszlo Cravensworth
- Natasia Demetriou (VF : Youna Noiret) : Nadja
- Harvey Guillén (VF : Joachim Salinger) : Guillermo de la Cruz
- Mark Proksch (en) (VF : Laurent Morteau) : Colin Robinson
- Kristen Schaal (VF : Karine Pinoteau) : La Guide (invitée saison 1, récurrente saisons 3 et 4, principale depuis la saison 5)

| - Doug Jones (VF : Boris Rehlinger) : Baron Afanas - Beanie Feldstein (VF : Zina Khakhoulia) : Jenna - Jake McDorman (VF : Julien Allouf) : Jeff Suckler - Veronika Slowikowska (VF : Camille Ravel) : Shanice - Anthony Atamanuik (VF : Olivier Chauvel) : Sean Rinaldi - Marissa Jaret Winokur (VF : Nathalie Homs) : Charmaine Rinaldi - Gloria Laino : La domestique du Baron - Nick Kroll (VF : Cédric Dumond) : Simon le perfide - Mike Dara (VF : Jhos Lican) : Comte Rapula - Chris Sandiford (VF : Jean-Michel Vaubien) : Derek - Craig Robinson (VF : Pascal Vilmen) : Claude - Anoop Desai (VF : Serge Faliu) : Le Djinn - Parisa Fakhri (VF : Laëtitia Godès) : Marwa - Mike O'Brien (VF : Philippe Bozo) : Jerry - Tim Heidecker : Jordan - Andy Assaf (VF : Cédric Ingard) : le monstre de Cravensworth | - Dave Bautista (VF : Yann Guillemot) : Garrett - Tilda Swinton (VF : Françoise Cadol) : elle-même - Wesley Snipes (VF : Thierry Desroses) : lui-même - Danny Trejo (VF : Antoine Tomé) : lui-même - Taika Waititi (VF : Jérôme Pauwels) : Viago - Jonathan Brugh (VF : Emmanuel Lemire) : Deacon - Jemaine Clement : Vladislav - Paul Reubens (VF : Hervé Rey) : lui-même - Evan Rachel Wood : elle-même - Haley Joel Osment (VF : Jérémy Prévost) : Topher - Benedict Wong (VF : Enrique Carballido) : Wallace - Frankie Quiñones (VF : Marc Saez) : Miguel - Mark Hamill (VF : Bernard Lanneau) : Jim le vampire - Scott Bakula (VF : Guy Chapelier) : lui-même - Jim Jarmusch (VF : Gilduin Tissier) : lui-même - Sofia Coppola : elle-même - Thomas Mars : lui-même - John Slattery : lui-même - Alexander Skarsgård : Eric Northman |

- Version française
  - Société de doublage : Libra Films
  - Direction artistique : Cyrille Artaux
  - Adaptation des dialogues : Juliette De La Cruz, Anne Fombeurre, Franco Quaglia, Vanessa Azoulay et Yannick Ladroyes Del Rio

 Source et légende : version française (VF) sur RS Doublage

## Production

### Développement
La chaine FX annonce la commande d'un pilote le 22 janvier 2018. L'épisode est écrit par Jemaine Clement et réalisé par Taika Waititi, qui officieront comme producteurs exécutifs avec Scott Rudin, Paul Simms, Garrett Basch et Eli Bush. Le 3 mai 2018, FX commande officiellement une saison de dix épisodes, pour une diffusion prévue en 2019. Le 4 février 2019, il est annoncé lors de la tournée d'hiver annuelle de la Television Critics Association que le pilote sera diffusé le 27 mars 2019.
Le 7 mai 2019, la série est renouvelée pour une deuxième saison. Le 13 août 2021, FX a renouvelé la série pour une quatrième saison, avant la première de la troisième saison. Le 6 juin 2022, une cinquième et une sixième saison sont confirmées.

### Casting
Après la commande du pilote, les participations de Kayvan Novak, Matt Berry, Natasia Demetriou et Harvey Guillen dans le pilote sont annoncées. Le 7 février 2018, Doug Jones, Beanie Feldstein, Jake McDorman et Mark Proksch sont choisis pour des rôles pouvant devenir récurrents si la série est commandée. Le 11 avril 2018, Hayden Szeto est ajouté à la distribution du pilote.

### Invités
L'épisode 7 de la première saison voit se tenir le procès de Nandor, Lazslo et Nadja, jugés par le Conseil des vampires après la disparition du Baron. Les membres de ce dernier sont joués par des acteurs qui ont précédemment joué des vampires au cinéma ou à la télévision. Jemaine Clement, Taika Waititi et Jonathan Brugh reprennent leurs rôles respectifs de Vladislav, Viago et Deacon de Vampires en toute intimité. Tilda Swinton (Only Lovers Left Alive), Danny Trejo (Une nuit en enfer), Paul Reubens (Buffy, tueuse de vampires), Evan Rachel Wood (True Blood) et Wesley Snipes (Blade) font également une apparition. Il est également fait allusion à un certain « Rob, qui a préféré laisser tout ça derrière lui », soit Robert Pattinson (saga Twilight), « Kiefer, trop occupé », autrement dit Kiefer Sutherland (Génération perdue) et enfin « Tom et Brad, qui n'ont pas pu venir », en référence à Tom Cruise et Brad Pitt, qui incarnaient des vampires dans le film Entretien avec un vampire. 
L'acteur suédois Alexander Skarsgard a joué dans le neuvième épisode de la saison 6, reprenant le rôle d'Eric Northman, qu'il a joué pendant sept saisons dans True Blood (2008-2014) sur HBO.

### Tournage
Le tournage du pilote a eu lieu entre le 22 octobre et le 18 décembre 2018 à Toronto.

## Épisodes

### Première saison (2019)
La première saison a été diffusée du 17 mars au 29 mai 2019.
1. Pilot (Pilot)
2. Le Conseil municipal (City Council)
3. La Querelle des Loups-garous (Werewolf Feud)
4. Manhattan Night Club (Manhattan Night Club)
5. S.P.A. (Animal Control)
6. Le Baron est de sortie (Baron's Night Out)
7. Le Procès (The Trial)
8. Citoyenneté (Citizenship)
9. L'Orgie (The Orgy)
10. Ancêtres (Ancestry)

### Deuxième saison (2020)
La deuxième saison a été diffusée du 15 avril au 10 juin 2020.
1. Assistant zombie (Resurrection)
2. Les Fantômes (Ghosts)
3. La Soirée (Brain Scramblies)
4. La Malédiction (The Curse)
5. Colin a une promotion (Colin's Promotion)
6. En cavale (On the Run)
7. Le Retour (The Return)
8. Collaboration (Collaboration)
9. Les Sorcières (Witches)
10. Théâtre des Vampires (Nouveau Théâtre des Vampires)

### Troisième saison (2021)
Le 22 mai 2020, la série est renouvelée pour une troisième saison. Elle a été diffusée du 2 septembre au 28 octobre 2021.
1. Le prisonnier (The Prisoner)
2. La cape de duplication (The Cloak of Duplication)
3. Gail (Gail)
4. Le casino (The Casino)
5. La Chambre de jugement (The Chamber of Judgement)
6. L'évasion (The Escape)
7. La sirène (The Siren)
8. Le Centre de bien-être (The Wellness Center)
9. Un adieu (A Farewell)
10. Le Portrait (The Portrait)

### Quatrième saison (2022)
Le 13 août 2021, la série est renouvelée pour une quatrième saison. Elle est diffusée du 12 juillet au 6 septembre 2022.
1. Enfin réunis ! (Reunited)
2. La lampe (The Lamp)
3. Ouverture officielle (The Grand Opening)
4. Marché nocturne (The Night Market)
5. École privée (Private School)
6. Le mariage (The Wedding)
7. Pine Barrens (Pine Barrens)
8. Pimpe ma maison (Go Flip Yourself)
9. Freddie (Freddie)
10. Sunrise, Sunset (Sunrise, Sunset)

### Cinquième saison (2023)
Le 6 juin 2023, la série est renouvelée pour une cinquième et sixième saison. Cette cinquième saison est diffusée du 13 juillet au 31 août 2023.
1. The Mall
2. A Night Out with the Guys
3. Pride Parade
4. The Campaign
5. Local News
6. Urgent Care
7. Hybrid Creatures
8. The Roast
9. A Weekend at Morrigan Manor
10. Exit Interview

### Sixième saison (2024)
Cette sixième et dernière saison est diffusée depuis le 21 octobre 2024.
1. The Return of Jerry
2. Headhunting
3. Sleep Hypnosis
4. The Railroad
5. Nandor's Army
6. Laszlo's Father
7. March Madness
8. P.I. Undercover: New York
9. Come Out and Play
10. The Promotion
11. The Finale

## Accueil critique
La série a un taux d'approbation de 95 % sur le site Rotten Tomatoes, basé sur 57 critiques, les critiques reconnaissant l'approche originale du faux documentaire pour une relecture du mythe vampirique. Sur Metacritic, elle obtient une note moyenne de 80/100 sur 28 critiques.